# Franšízing
Franchising (vysloveno [fren-čáj-zing] franšízing nebo frančízing) je systém marketingu produktů, služeb a technologií, spočívající v těsné a stálé spolupráci mezi právně a finančně odlišnými podniky – franchisorem a franchisantem – v rámci které franchisor poskytuje svým franchisantům určitý nárok, ale rovněž je zavazuje k povinnosti provozovat činnost v souladu s koncepcí franchisingu. Tento nárok opravňuje každého franchisanta, výměnou za bezprostřední anebo zprostředkované finanční služby, k využívání obchodního názvu, ochranné značky zboží nebo značky služby, know-how, obchodních a technických metod, systémů procedurálních a jiných vlastnických průmyslových nebo duševních práv, při zajištění stálé obchodní a technické pomoci, v rámci a na období trvání písemné franchisové smlouvy uzavřené za tímto účelem mezi oběma stranami. (Evropský kodex franchisingu).
Samotný pojem „to franchise“ znamená udělit povolení na prodej produktů nebo poskytování služeb v určité oblasti jednou firmou firmě jiné. V Evropě a v Česku se používá užší chápání pojmu franchising. Franchisingem se rozumí dlouhodobá smluvní spolupráce mezi nezávislými podnikateli – poskytovatelem franchisingu (franchisorem) a odběratelem franchisingu (franchisantem) – na základě které franchisor předává franchisantovi znalosti o vedení firmy a propůjčuje mu svou obchodní značku.

## Popis oblasti
Franchisový systém je systém, jehož předmětem činnosti je rozvoj prostřednictvím franchisingu, anebo jehož rozvoj je založen na síti samostatných hospodářských subjektů sdružených pod společnou firemní značkou, a jenž vyvíjí činnost na základě jednotných standardů. Franchisant investuje do otevření a provozu franchisové pobočky, a často také do vybavení pobočky zbožím. Jedná se o právně, finančně a organizačně nezávislého podnikatele. Franchisová síť je síť všech franchisových a vlastních poboček vytvářených v rámci určitého franchisového systému. Franchisová koncepce podnikání je formalizovaný a v podobě franchisového paketu zpracovaný podnikatelský záměr.
Franchisor je vlastník know-how, ochranné známky a franchisového paketu daného systému. Franchisant je právnická nebo fyzická osoba, která podniká na základě prověřeného podnikatelského konceptu v rámci franchisového systému. Franchisant podniká na vlastní pěst a nese riziko spojené s podnikáním.
Franchisová pobočka je provozovna, prodejní místo (které je součástí systému) pro podnikání vymezené franchisovou smlouvou. Provozovatelem franchisové pobočky je na základě příslušné smlouvy franchisant. Franchisant může být porovozovatelem více než jedné franchisové pobočky. Vlastní pobočka je provozovna, prodejní místo, které je součástí franchisové sítě, jejímž vlastníkem je franchisor (na rozdíl od franchisových poboček, které patří franchisantům). Před prodejem licence franchisor může otestovat vlastní koncepci na pobočkách, které vlastní (pilotní funkce vlastních poboček) a případně ji modifikovat pro zlepšení nabídky budoucím franchisantům.
Domácí franchisový systém je systém založený na původním českém podnikatelském konceptu, anebo na zahraničním vzorci, avšak českým podnikatelem uzpůsobeném českým tržním reáliím, otestovaném a zpracovaném tak, aby se stal východiskem pro vytvoření plně funkčního licencovaného systému. Zahraniční franchisový systém je systém jehož podnikatelská koncepce vznikla v zahraničí. V Česku se zahraniční systémy rozvíjejí prostřednictvím následujících forem:
- Dceřiná společnost – je to nejčastější forma expanze zahraničních franchisantů v Česku. V reportu je pojem dceřiná společnost chápán jako společnost založená zahraničním franchisorem v Česku, kterou tento zcela ovládá (100% podíl na kapitálu společnosti);
- Joint Venture – společný (kapitálově a organizačně) podnikatelský záměr zahraničního franchisanta s českým partnerem. V této společnosti může být podíl obou partnerů odlišný;
- Master licence – je smlouva, na jejímž základě franchisor poskytuje franchisantovi (dále jen Master franchisant) výhradní právo používat jeho franchisový paket pro podnikání na daném území. Master franchisant se zavazuje v Česku vybudovat franchisovou síť ve stanovené době a podle sjednaných podmínek. Master franchisant hradí náklady na rozvoj sítě v Česku, ale také čerpá zisk z náboru nových franchisantů. Výměnou je povinen Master franchisorovi hradit smluvně stanovené poplatky. Za prodlevy při vytváření franchisové sítě v Česku master franchisantovi může být uložena smluvní pokuta;
- Regionální zástupce – jménem a pro zahraničního franchisora vyhledává v Česku franchisanty, kteří s ním podepisují franchisové smlouvy. Regionální zástupce zpravidla vykonává část kontrolních a podpůrných povinností franchisantů v Česku;
- Bezprostřední franchising – jedná se o ještě mnohem jednodušší formu vyhledávání franchisantů v dané zemi. Franchisová smlouva je bezprostředně uzavíraná mezi franchisorem a franchisantem.

Franchisové obchodní systémy jsou pobočky, které působí v těchto sítích, tvoří prodejní místa určitého zboží, jejichž dodavatelem ve většině případů je franchisor. Zboží prodává v prodejním místě koncovým odběratelům franchisant nebo jeho zaměstnanci. Prodejní místo je označeno symboly franchisora a je vybaveno a zařízeno podle jeho požadavků.
Franchisové systémy služeb znamenají, že franchisant při poskytování služeb používá know-how, firemní označení, ochrannou známku a jiná obchodní jména a značky poskytovatele licence. Podniká na území nebo na místě vymezeném smlouvou (franchisová pobočka).

## Druhy franchisingu
Franchisové systémy je možno rozdělit podle různých kriterií, mimo jiné druhu know-how, druhu hospodářské činnosti či způsobu organizace systému. Nejdůležitější klasifikace se dělí:
- Podle druhu činnosti:
  - Distribuční franchising
  - Franchising služeb
  - Výrobní franchising
  - Smíšený franchising
- Podle druhu know-how předávaného franchisantovi:
  - Franchising distribuce produktu (angl. product distribution franchising)
  - Franchising formulace podniku (angl. business format franchising)
- Podle organizace systému:
  - Bezprostřední franchising
  - Mnohonásobný franchising
  - Master franchising (subfranchising)
  - Regionální zastoupení

## Rozvoj franchisingu v Česku
Franchising v Česku (dříve Československu) začal rozvíjet po roce 1989 společně s hospodářskými a politickými změnami v zemi. Pro rozvoj podnikání, včetně systémů založených na licenčních principech mělo největší význam zrušení státního monopolu a otevření trhu pro nové podnikatele z domova i zahraničí. Důležitým mezníkem pro rozvoj franchisingu v Česku bylo založení České asociace franchisingu (ČAF) v roce 1993. Asociace si klade za cíl podporovat rozvoj stávajících franchisových systémů a vytvářet příznivější podmínky pro rozvoj tohoto způsobu podnikání.
O začátku franchisingu v Česku se dá hovořit od roku 1991, kdy se objevily první franchisové systémy. Mezi nejstarší franchisové sítě působící v Česku patří McDonald's, YVES ROCHER či OBI. Přestože na český trh záhy po politických změnách vstoupily první franchisové řetězce, podmínky pro jejich rozvoj nebyly dlouho příliš příznivé.
V posledních několika letech zažívá v Česku podnikání na základě franchisingových licenčních smluv velký rozkvět. V roce 2017 fungovalo v Česku více než 200 franchisových konceptů, z čehož 109 je ryze českých. Ty od roku 2011 překonaly počet zahraničních franchisových systémů a postupně se rozvíjejí nadále. Nejvíce systémů se rekrutuje z oblasti restaurací, kaváren, čajoven a rychlého občerstvení. Velkou skupinu tvoří také systémy z oboru bydlení a hobby. Dalším zajímavým údajem je, že více než polovina systémů v Česku působí méně než deset let. Je tedy zřejmé, že rozvoj franchisingu v Česku začal skutečně teprve před několika lety. Některé systémy, které jsou pro to dost originální, se již dokonce rozhodly expandovat za hranice Česka.
V roce 2008 začala fungovat přední webová platforma Franchising.cz, která sdružuje franchisory a franchisanty a poskytuje největší nabídku franchisových příležitostí. Od roku 2010 začala také poradenská společnost PROFIT system franchise services vydávat report o franchisovém trhu v Česku, kde prezentuje jeho vývoj, počet systémů, vývoj franchisových a vlastních poboček a následný vývoj v oblasti expanze do zahraničí. Od roku 2012 se na trhu objevil též magazín o franchisovém podnikání Vlastní firma FRANCHISING, který vydává stejná firma. Jedná se o čtvrtletník. V roce 2014 vznikl webový portál Top Franchising.cz, který se zaměřuje na publikování informací o franšízingové problematice. Uvádí i nabídky franchisových systémů, které hledají partnery pro podnikání v Česku.

## Systémy působící na českém trhu
Franchisové koncepty, které působí na trhu, by se daly rozdělit do dvou skupin – obchod a služby. Obchod se dále dělí do kategorií oděvy a obuv, kde můžeme nalézt z českých společností Husky či Bushman, z těch zahraničních například Max Mara, s.Oliver, Levi's. Dále potraviny, v kterých se společnosti v posledních letech rozvíjejí velmi[zdroj?] rychle z důvodu poptávky po čerstvých a kvalitních jídlech. Z českých konceptů se na trhu prosazují Náš grunt, Sklizeno, Statkářův dvůr či potravinové obchody jako PONT, Brněnka anebo prodejny s řemeslně vyráběným pečivem NÁŠ CHLÉB Vaše pekárna. Další velmi rychle rozvíjející se kategorií jsou kosmetické a zdravotnické služby (BENU lékárny, Lázně Jupiter, Teta drogerie). Dále sem patří produkty pro děti (Modrý slon), bydlení a stavba (Marvel, Bematech) a sport (Cyclo point, Intersport).
V oboru služeb je nejrozšířenější kategorií gastronomie, kde lze nalézt nejvíce franchisových konceptů. Patří sem McDonald's, Subway či z českých CrossCafe, Fruitisimo, Bageterie Boulevard, UGO Juice a další. Gastronomii v posledních letech začínají dohánět realitní služby. Zde nalezneme Century 21, RE/MAX, Coldwell či ERA Reality. Kosmetické služby jsou třetí nejrozšířenější v oblasti rozvoje franchisingu v Česku. Místo si zde nalezly velké firmy jako Yves Rocher či DepilConcept, ale také Hany Bany, Dietfitness a další. Na franchising začínají s velkým zájmem pohlížet společnosti z bankovních a pojišťovacích služeb (Allianz pojišťovna, OVB, UniCredit bank, INSIA, Partners, Broker Consulting), vzdělávací (Orange Academy, JIPKA), řemeslné (Extra Stěhování) či obchodní služby (Reach Local, Bussiness for Breakfast, Uniglobe Travel).